# Slime (jucărie)
Slime este un produs de jucărie fabricat de Mattel, vândut într-un coș de gunoi din plastic și introdus în februarie 1976. Acesta constă dintr-un material netoxic vâscos, moale de culoare verde sau de altă culoare, fabricat în principal din gumă de guar. De-a lungul anilor au fost lansate diferite variante de Slime, inclusiv Slime care conține insecte de cauciuc, ochi și viermi.
La sfârșitul anilor 1970 a fost introdus și un joc de societate Slime Monster; scopul jocului este ca jucătorul să evite ca piesa sa de joc să fie înghițită de un monstru de plastic înalt de 30 de centimetri, din a cărui gură curge mâzgă. Alte companii producătoare de jucării și-au produs propriul slime, cum ar fi setul de joacă Hordak's⁠(d) Slime Pit din cadrul jucăriilor Masters of the Universe în anii 1980 și gelul de joacă Ecto-Plazm vândut împreună cu anumite figurine din linia de jucării Kenner's Real Ghostbusters. Linia de figurine Teenage Mutant Ninja Turtles a companiei Playmates Toys a introdus un slime retromutagen⁠(d) vândut în recipiente și inclus în seturile de joacă.
Deși substanța nu este toxică, este extrem de dificil de îndepărtat de pe mobilierul moale.

## Componente chimice
Principalele componente sunt polizaharida gumă de guar și tetraboratul de sodiu. Ca alternativă la polizaharide, se pot utiliza alți polimeri care conțin grupe de alcool (cum ar fi alcoolul polivinilic) pentru un rezultat similar. Aceste produse polimerice fără polizaharide sunt denumite mai des flubber. Datorită ingredientelor sale, lăsarea mâzgăi în afara recipientului ar putea face ca mâzga să se usuce sau să se prindă în țesături sau în păr.

## Impact cultural
Slime s-a extins în alte francize, cum ar fi Masters of the Universe, Țestoasele Ninja și Vânătorii de fantome. Slime Masters of the Universe îl prezintă pe Hordak⁠(d), un antagonist din serial. Creat de Kenner⁠(d), slime-ul Ghostbusters are diferite culori de slime datorită colorantului alimentar adăugat și a fost prezentat în jucării de acțiune și într-un set de joacă. Pentru Teenage Mutant Ninja Turtles, slime-ul se numește Retromutagen Ooze, o referire la modul în care au fost create țestoasele. Slime-urile au fost adăugate ulterior la seturi de jucării. Linia de slime Teenage Mutant Ninja Turtles este produsă de Playmate. Utilizarea slime-ului s-a extins la diverse emisiuni de jocuri Nickelodeon, inclusiv Super Sloppy, Double Dare și Nickelodeon Kids' Choice Awards⁠(d), deși compoziția și istoria diferă de cea a slime-ului de jucărie.

## Sperietură de toxicitate
În 2018, Which? a raportat că opt din unsprezece linii de slime de pe Amazon conțineau niveluri de bor care depășeau standardele de siguranță ale Uniunii Europene. Slime folosește borax, un compus al borului, pentru a-și da o textură gelatinoasă. Părinții au fost avertizați că expunerea excesivă la bor poate provoca iritații ale pielii, diaree, vărsături și crampe. Cu toate acestea, potrivit Snopes⁠(d), afirmațiile privind carcinogenitatea, toxicitatea pentru reproducere și neurotoxicitatea slime-ului erau fie false, fie puțin probabil să conteze în concentrațiile disponibile pentru consumatori și prin căile lor tipice de expunere.